# Clovia varia
Clovia varia är en insektsart som först beskrevs av Walker 1851.  Clovia varia ingår i släktet Clovia och familjen spottstritar. Inga underarter finns listade i Catalogue of Life.